# ナディア・ペトロワ
ナディア・ペトロワ （Nadia Petrova, ロシア語: Надежда (Надя) Викторовна Петрова, 1982年6月8日 - ）は、ロシア・モスクワ出身の女子プロテニス選手。右利き、バックハンド・ストロークは両手打ち。自己最高ランキングはシングルス3位、ダブルス3位。WTAツアーでシングルス13勝、ダブルス24勝を挙げた。（ペトロワの名前は、最初期には“Nadezhda Petrova”という表記も多く見られたが、現在はWTAツアーの選手登録名である“Nadia Petrova”が最も広く用いられている。）

## 来歴
ペトロワの両親は陸上競技選手であり、父のビクトルはハンマー投の選手、母のナデジダ・イリーナはモントリオール五輪の1600mリレーの銅メダリストである。両親の仕事の関係で幼少のころはエジプトで暮らした。
ジュニア時代の1998年、全仏オープンのジュニア女子シングルス部門でエレナ・ドキッチを破って優勝したことがある。1999年9月にプロ転向。2003年の全仏オープン1回戦で、第12シードのモニカ・セレシュを 6-4, 6-0 で破る。セレシュにとっては、これは彼女のテニス経歴で初めての1回戦敗退だった（結果的に、ペトロワがセレシュの現役最後の対戦相手となった）。ここから波に乗って勝ち進んだペトロワは、初進出の準決勝でキム・クライシュテルスに 5-7, 1-6 で敗れた。同年の活躍により、彼女はWTAアワードの2003年度「最も進歩した選手」賞を受賞した。
ペトロワは2004年、女子ツアーのダブルスでメガン・ショーネシーと組んで年間7勝を挙げた。その中には、女子テニス年間最終戦・WTAツアー選手権のタイトルも含まれている。
2005年の全仏オープンでペトロワは第7シードに選ばれ、2年ぶり2度目の準決勝に進出したが、ジュスティーヌ・エナン＝アーデンに 2-6, 3-6 で敗れた。2005年10月30日にオーストリア・リンツ大会の決勝でパティ・シュナイダーを 4-6, 6-3, 6-1 の逆転で破り、宿願のシングルス初優勝を達成した。
2006年にペトロワはシングルスでも大きく躍進し、3月にカタール・ドーハの大会で2勝目を挙げると、4月に入ってから2週連続優勝を達成し、5月第2週の「ドイツ・オープン」でも優勝した。大会第3シードに選ばれた全仏オープンでは、1回戦で日本の森上亜希子に 2-6, 2-6 のストレートで敗れている。10月第1週にドイツ・シュトゥットガルトで行われた「ポルシェ・テニス・グランプリ」決勝ではフランスの新鋭タチアナ・ゴロビンを破り、シングルスで年間5勝目を記録した。
2007年全豪オープンでは3回戦でセリーナ・ウィリアムズに敗れたが、2月第2週の「ガス・ド・フランス・オープン」でシーズン初優勝を挙げ、女子ツアー大会のシングルス優勝を「7勝」に伸ばした。
2010年全米オープンでペトロワはリーゼル・フーバーと組んだ女子ダブルスで初の4大大会決勝に進出した。バニア・キング&ヤロスラワ・シュウェドワ組に 6–2, 4–6, 6–7(4) で敗れ初優勝を逃した。
2011年7月のシティ・オープン決勝でシャハー・ピアーを 7–5, 6–2 で破り、3年ぶりのシングルス10勝目を挙げた。
2012年の全仏オープンでマリア・キリレンコと組み2度目の4大大会ダブルス決勝に進出したが、サラ・エラニ&ロベルタ・ビンチ組に 6-4, 4-6, 2-6 で敗れ準優勝となった。7月のロンドン五輪で2大会ぶりの五輪に出場し、シングルスでは3回戦でビクトリア・アザレンカに 6–7(6), 4–6 で敗れたが、マリア・キリレンコと組んだダブルスでは準決勝でセリーナ・ウィリアムズ&ビーナス・ウィリアムズ組に 5–7, 4–6 で敗れた後の準決勝敗退選手2組による「銅メダル決定戦」でアメリカのリサ・レイモンド&リーゼル・フーバー組に 4-6, 6-4, 6-1 で勝利し銅メダルを獲得し、親子二代でメダリストになった。9月の東レ パン・パシフィック・オープン・テニストーナメントでは決勝でアグニエシュカ・ラドワンスカを 6–0, 1–6, 6–3 で破り大会初優勝を果たした。最終戦WTAツアー選手権ではキリレンコとのダブルスで優勝し、翌週のWTAトーナメント・オブ・チャンピオンズでも決勝でキャロライン・ウォズニアッキを 6–2, 6–1 で破りシングルス13勝目を挙げた。
ペトロワは2014年4月のファミリー・サークル・カップが最後の出場となり、3年後の2017年1月に正式に現役引退を発表した。

## WTAツアー決勝進出結果

### シングルス: 24回 (13勝11敗)
| 大会グレード          | 大会グレード                 |
| 2008年以前            | 2009年以後                   |
| --------------------- | ---------------------------- |
| グランドスラム (0–0)  |                              |
| WTAファイナルズ (0–0) |                              |
| ティア I (2–2)        | プレミア・マンダトリー (0-0) |
| ティア I (2–2)        | プレミア5 (1-0)              |
|                       | WTAチャンピオンズ (1–0)      |
| ティア II (5-6)       | プレミア (0–1)               |
| ティア III (2–2)      | インターナショナル (2–0)     |
| ティア IV ＆ V (0–0)  | インターナショナル (2–0)     |

| 結果   | No. | 決勝日         | 大会               | サーフェス        | 対戦相手                         | スコア            |
| ------ | --- | -------------- | ------------------ | ----------------- | -------------------------------- | ----------------- |
| 準優勝 | 1.  | 2003年10月26日 | リンツ             | ハード (室内)     | 杉山愛                           | 5–7, 4–6          |
| 準優勝 | 2.  | 2004年1月10日  | ゴールドコースト   | ハード            | 杉山愛                           | 6–1, 1–6, 4–6     |
| 準優勝 | 3.  | 2005年5月8日   | ベルリン           | クレー            | ジュスティーヌ・エナン＝アーデン | 3–6, 6–4, 3–6     |
| 準優勝 | 4.  | 2005年10月16日 | バンコク           | ハード            | ニコル・バイディソバ             | 1–6, 7–6(5), 5–7  |
| 優勝   | 1.  | 2005年10月30日 | リンツ             | ハード (室内)     | パティ・シュナイダー             | 4–6, 6–3, 6–1     |
| 優勝   | 2.  | 2006年3月4日   | ドーハ             | ハード            | アメリ・モレスモ                 | 6–3, 7–5          |
| 優勝   | 3.  | 2006年4月9日   | アメリアアイランド | クレー            | フランチェスカ・スキアボーネ     | 6–4, 6–4          |
| 優勝   | 4.  | 2006年4月16日  | チャールストン     | クレー            | パティ・シュナイダー             | 6–3, 4–6, 6–1     |
| 優勝   | 5.  | 2006年5月14日  | ベルリン           | クレー            | ジュスティーヌ・エナン＝アーデン | 4–6, 6–4, 7–5     |
| 優勝   | 6.  | 2006年10月8日  | シュトゥットガルト | ハード (室内)     | タチアナ・ゴロビン               | 6–3, 7–6(4)       |
| 準優勝 | 5.  | 2006年10月15日 | モスクワ           | カーペット (室内) | アンナ・チャクベタゼ             | 4–6, 4–6          |
| 準優勝 | 6.  | 2006年10月29日 | リンツ             | ハード (室内)     | マリア・シャラポワ               | 5–7, 2–6          |
| 優勝   | 7.  | 2007年2月5日   | パリ               | カーペット (室内) | ルーシー・サファロバ             | 4–6, 6–1, 6–4     |
| 準優勝 | 7.  | 2007年4月8日   | アメリアアイランド | クレー            | タチアナ・ゴロビン               | 2–6, 1–6          |
| 準優勝 | 8.  | 2007年8月12日  | ロサンゼルス       | ハード            | アナ・イバノビッチ               | 5–7, 4–6          |
| 準優勝 | 9.  | 2008年6月21日  | イーストボーン     | 芝                | アグニエシュカ・ラドワンスカ     | 4–6, 7–6(11), 4–6 |
| 優勝   | 8.  | 2008年8月17日  | シンシナティ       | ハード            | ナタリー・ドシー                 | 6–2, 6–1          |
| 準優勝 | 10. | 2008年10月5日  | シュトゥットガルト | ハード            | エレナ・ヤンコビッチ             | 4–6, 3–6          |
| 優勝   | 9.  | 2008年11月2日  | ケベックシティ     | カーペット (室内) | ベサニー・マテック               | 4–6, 6–4, 6–1     |
| 準優勝 | 11. | 2010年8月28日  | ニューヘイブン     | ハード            | キャロライン・ウォズニアッキ     | 3–6, 6–3, 3–6     |
| 優勝   | 10. | 2011年7月31日  | ワシントンD.C.     | ハード            | シャハー・ピアー                 | 7–5, 6–2          |
| 優勝   | 11. | 2012年6月23日  | スヘルトーヘンボス | 芝                | ウルシュラ・ラドワンスカ         | 6–4, 6–3          |
| 優勝   | 12. | 2012年9月29日  | 東京               | ハード            | アグニエシュカ・ラドワンスカ     | 6–0, 1–6, 6–3     |
| 優勝   | 13. | 2012年11月4日  | ソフィア           | ハード (室内)     | キャロライン・ウォズニアッキ     | 6–2, 6–1          |

### ダブルス: 48回 (24勝24敗)
| 大会グレード          | 大会グレード                 |
| 2008年以前            | 2009年以後                   |
| --------------------- | ---------------------------- |
| グランドスラム (0–2)  |                              |
| WTAファイナルズ (2–0) |                              |
| ティア I (7–4)        | プレミア・マンダトリー (2-4) |
| ティア I (7–4)        | プレミア5 (0-2)              |
| ティア II (5-3)       | プレミア (6-5)               |
| ティア III (2–3)      | インターナショナル (0–1)     |
| ティア IV ＆ V (0–0)  | インターナショナル (0–1)     |

| 結果   | No. | 決勝日         | 大会                 | サーフェス        | パートナー                 | 対戦相手                                                            | スコア                 |
| ------ | --- | -------------- | -------------------- | ----------------- | -------------------------- | ------------------------------------------------------------------- | ---------------------- |
| 準優勝 | 1.  | 2001年5月6日   | ボル                 | クレー            | ティナ・ピズニック         | マリア・ホセ・マルティネス・サンチェス アナベル・メディナ・ガリゲス | 5–7, 4-6               |
| 優勝   | 1.  | 2001年6月18日  | スヘルトーヘンボス   | 芝                | ルクサンドラ・ドラゴミル   | キム・クライシュテルス ミリアム・オレマンス                         | 7–6(5), 6–7(5), 6–4    |
| 準優勝 | 2.  | 2001年8月20日  | ニューヘイブン       | ハード            | エレナ・ドキッチ           | カーラ・ブラック エレーナ・リホフツェワ                             | 0–6, 6–3, 2–6          |
| 優勝   | 2.  | 2001年10月22日 | リンツ               | カーペット (室内) | エレナ・ドキッチ           | エルス・カレンズ チャンダ・ルビン                                   | 6–1, 6–4               |
| 準優勝 | 3.  | 2002年9月30日  | モスクワ             | カーペット (室内) | エレナ・ドキッチ           | エレーナ・デメンチェワ ヤネッテ・フサロバ                           | 6–2, 3–6, 6–7(7)       |
| 準優勝 | 4.  | 2002年10月14日 | チューリッヒ         | ハード (室内)     | エレナ・ドキッチ           | エレーナ・ボビナ ジュスティーヌ・エナン                             | 2–6, 6–7(2)            |
| 優勝   | 3.  | 2002年10月21日 | リンツ               | カーペット (室内) | エレナ・ドキッチ           | 藤原里華 杉山愛                                                     | 6–3, 6–2               |
| 準優勝 | 5.  | 2003年6月21日  | スヘルトーヘンボス   | 芝                | マリー・ピエルス           | エレーナ・デメンチェワ リナ・クラスノルツカヤ                       | 6–2, 3–6, 4–6          |
| 準優勝 | 6.  | 2003年5月12日  | ローマ               | クレー            | エレナ・ドキッチ           | スベトラーナ・クズネツォワ マルチナ・ナブラチロワ                   | 4–6, 7–5, 2–6          |
| 準優勝 | 7.  | 2003年9月22日  | ライプツィヒ         | カーペット (室内) | エレーナ・リホフツェワ     | マルチナ・ナブラチロワ スベトラーナ・クズネツォワ                   | 6–3, 1–6, 3–6          |
| 優勝   | 4.  | 2003年9月29日  | モスクワ             | カーペット (室内) | メガン・ショーネシー       | アナスタシア・ミスキナ ベラ・ズボナレワ                             | 6–3, 6–4               |
| 優勝   | 5.  | 2004年3月22日  | マイアミ             | ハード            | メガン・ショーネシー       | スベトラーナ・クズネツォワ エレーナ・リホフツェワ                   | 6–2, 6–3               |
| 優勝   | 6.  | 2004年4月5日   | アメリアアイランド   | クレー            | メガン・ショーネシー       | ミリアム・カサノバ アリシア・モリク                                 | 3–6, 6–2, 7–5          |
| 優勝   | 7.  | 2004年5月3日   | ベルリン             | クレー            | メガン・ショーネシー       | ヤネッテ・フサロバ コンチタ・マルティネス                           | 6–2, 2–6, 6–1          |
| 優勝   | 8.  | 2004年5月10日  | ローマ               | クレー            | メガン・ショーネシー       | パオラ・スアレス ビルヒニア・ルアノ・パスクアル                     | 2–6, 6–3, 6–3          |
| 優勝   | 9.  | 2004年7月19日  | ロサンゼルス         | ハード            | メガン・ショーネシー       | コンチタ・マルティネス ビルヒニア・ルアノ・パスクアル               | 6–7(2), 6–4, 6–3       |
| 優勝   | 10. | 2004年8月28日  | ニューヘイブン       | ハード            | メガン・ショーネシー       | マルチナ・ナブラチロワ リサ・レイモンド                             | 6–1, 1–6, 7–6(4)       |
| 優勝   | 11. | 2004年11月8日  | ロサンゼルス         | ハード            | メガン・ショーネシー       | カーラ・ブラック レネ・スタブス                                     | 7–5, 6–2               |
| 準優勝 | 8.  | 2005年3月19日  | インディアンウェルズ | ハード            | メガン・ショーネシー       | ビルヒニア・ルアノ・パスクアル パオラ・スアレス                     | 6–7(3), 1–6            |
| 準優勝 | 9.  | 2006年2月25日  | ドバイ               | ハード            | スベトラーナ・クズネツォワ | クベタ・ペシュケ フランチェスカ・スキアボーネ                       | 6–3, 6–7(1), 3–6       |
| 優勝   | 12. | 2006年8月15日  | モントリオール       | ハード            | マルチナ・ナブラチロワ     | カーラ・ブラック アンナ＝レナ・グローネフェルト                     | 6–1, 6–2               |
| 優勝   | 13. | 2008年8月18日  | シンシナティ         | ハード            | マリア・キリレンコ         | 謝淑薇 ヤロスラワ・シュウェドワ                                     | 6–3, 4–6, [10–8]       |
| 準優勝 | 10. | 2008年9月14日  | バリ                 | ハード            | マルタ・ドマホフスカ       | 謝淑薇 彭帥                                                         | 7–6(4), 6–7(3), [7–10] |
| 優勝   | 14. | 2008年9月21日  | 東京                 | ハード            | バニア・キング             | リサ・レイモンド サマンサ・ストーサー                               | 6–1, 6–4               |
| 優勝   | 15. | 2008年10月12日 | モスクワ             | カーペット (室内) | カタリナ・スレボトニク     | カーラ・ブラック リーゼル・フーバー                                 | 6–4, 6–4               |
| 優勝   | 16. | 2009年4月19日  | チャールストン       | クレー            | ベサニー・マテック         | パティ・シュナイダー リガ・デクメイエレ                             | 6–7(5), 6–2, [11–9]    |
| 優勝   | 17. | 2009年5月3日   | シュトゥットガルト   | クレー            | ベサニー・マテック         | フラビア・ペンネッタ ヒセラ・ドゥルコ                               | 5–7, 6–3, [10–7]       |
| 優勝   | 18. | 2009年10月24日 | モスクワ             | ハード (室内)     | マリア・キリレンコ         | マリア・コンドラティエワ クララ・ザコパロバ                         | 6–2, 6–2               |
| 準優勝 | 11. | 2010年1月16日  | シドニー             | ハード            | タチアナ・ガルビン         | カーラ・ブラック リーゼル・フーバー                                 | 1–6, 6–3, [3–10]       |
| 準優勝 | 12. | 2010年3月20日  | インディアンウェルズ | ハード            | サマンサ・ストーサー       | クベタ・ペシュケ カタリナ・スレボトニク                             | 6–4, 2–6, [5–10]       |
| 準優勝 | 13. | 2010年4月4日   | マイアミ             | ハード            | サマンサ・ストーサー       | ヒセラ・ドゥルコ フラビア・ペンネッタ                               | 3–6, 6–4, [7–10]       |
| 優勝   | 19. | 2010年4月18日  | チャールストン       | クレー            | リーゼル・フーバー         | バニア・キング ミハエラ・クライチェク                               | 6–3, 6–4               |
| 準優勝 | 14. | 2010年9月13日  | 全米オープン         | ハード            | リーゼル・フーバー         | ヤロスラワ・シュウェドワ バニア・キング                             | 6–2, 4–6, 6–7(4)       |
| 準優勝 | 15. | 2011年2月26日  | ドーハ               | ハード            | リーゼル・フーバー         | クベタ・ペシュケ カタリナ・スレボトニク                             | 5–7, 7–6(2), [8–10]    |
| 準優勝 | 16. | 2011年4月3日   | マイアミ             | ハード            | リーゼル・フーバー         | アグニエシュカ・ラドワンスカ ダニエラ・ハンチュコバ                 | 6–7(5), 6–2, [8–10]    |
| 優勝   | 20. | 2012年4月1日   | マイアミ             | ハード            | マリア・キリレンコ         | サラ・エラニ ロベルタ・ビンチ                                       | 7–6(0), 4–6, [10–4]    |
| 準優勝 | 17. | 2012年6月8日   | 全仏オープン         | クレー            | マリア・キリレンコ         | サラ・エラニ ロベルタ・ビンチ                                       | 6-4, 4-6, 2-6          |
| 準優勝 | 18. | 2012年6月23日  | スヘルトーヘンボス   | 芝                | マリア・キリレンコ         | サラ・エラニ ロベルタ・ビンチ                                       | 4–6, 6–3, [9–11]       |
| 準優勝 | 19. | 2012年7月22日  | カールスバッド       | ハード            | バニア・キング             | ラケル・コップス＝ジョーンズ アビゲイル・スピアーズ                 | 2–6, 4–6               |
| 準優勝 | 20. | 2012年8月12日  | モントリオール       | ハード            | カタリナ・スレボトニク     | クラウディア・ヤンス＝イグナシク クリスティナ・ムラデノビッチ       | 5–7, 6–2, [7–10]       |
| 準優勝 | 21. | 2012年10月21日 | モスクワ             | ハード (室内)     | マリア・キリレンコ         | エカテリーナ・マカロワ エレーナ・ベスニナ                           | 3–6, 6–1, [8–10]       |
| 優勝   | 21. | 2012年10月28日 | イスタンブール       | ハード (室内)     | マリア・キリレンコ         | アンドレア・フラバーチコバ ルーシー・ハラデツカ                     | 6-1, 6–4               |
| 優勝   | 22. | 2013年1月11日  | シドニー             | ハード            | カタリナ・スレボトニク     | サラ・エラニ ロベルタ・ビンチ                                       | 6-3, 6-4               |
| 準優勝 | 22. | 2013年2月17日  | ドーハ               | ハード            | カタリナ・スレボトニク     | サラ・エラニ ロベルタ・ビンチ                                       | 6–2, 3–6, [6–10]       |
| 準優勝 | 23. | 2013年2月23日  | ドバイ               | ハード            | カタリナ・スレボトニク     | ベサニー・マテック＝サンズ サニア・ミルザ                           | 4–6, 6–2, [7–10]       |
| 準優勝 | 24. | 2013年3月16日  | インディアンウェルズ | ハード            | カタリナ・スレボトニク     | エカテリーナ・マカロワ エレーナ・ベスニナ                           | 0–6, 7–5, [6–10]       |
| 優勝   | 23. | 2013年3月31日  | マイアミ             | ハード            | カタリナ・スレボトニク     | リサ・レイモンド ローラ・ロブソン                                   | 6-1, 7-6(2)            |
| 優勝   | 24. | 2013年6月22日  | イーストボーン       | 芝                | カタリナ・スレボトニク     | モニカ・ニクレスク クララ・ザコパロバ                               | 6-3, 6-3               |

## 4大大会シングルス成績
略語の説明
| W | F | SF | QF | #R | RR | Q# | LQ | A | Z# | PO | G | S | B | NMS | P | NH |

W=優勝, F=準優勝, SF=ベスト4, QF=ベスト8, #R=#回戦敗退, RR=ラウンドロビン敗退, Q#=予選#回戦敗退, LQ=予選敗退, A=大会不参加, Z#=デビスカップ/BJKカップ地域ゾーン, PO=デビスカップ/BJKカッププレーオフ, G=オリンピック金メダル, S=オリンピック銀メダル, B=オリンピック銅メダル, NMS=マスターズシリーズから降格, P=開催延期, NH=開催なし.
| 大会           | 1998 | 1999 | 2000 | 2001 | 2002 | 2003 | 2004 | 2005 | 2006 | 2007 | 2008 | 2009 | 2010 | 2011 | 2012 | 2013 | 通算成績 |
| -------------- | ---- | ---- | ---- | ---- | ---- | ---- | ---- | ---- | ---- | ---- | ---- | ---- | ---- | ---- | ---- | ---- | -------- |
| 全豪オープン   | A    | 1R   | 3R   | 2R   | A    | 3R   | 1R   | 4R   | QF   | 3R   | 4R   | 4R   | QF   | 3R   | 2R   | 1R   | 27–14    |
| 全仏オープン   | A    | LQ   | 1R   | 4R   | A    | SF   | 3R   | SF   | 1R   | 1R   | 3R   | 2R   | QF   | 1R   | 3R   | 1R   | 24–13    |
| ウィンブルドン | A    | 2R   | 2R   | 4R   | A    | 3R   | 4R   | QF   | A    | 4R   | QF   | 4R   | 3R   | 4R   | 3R   | 1R   | 31–13    |
| 全米オープン   | LQ   | LQ   | 2R   | 2R   | 1R   | 4R   | QF   | QF   | 3R   | 3R   | 3R   | 4R   | 1R   | 3R   | 4R   | 1R   | 27–14    |